# Inger Wahlöö
Inger Barbro Wahlöö, född Andersson 4 februari 1930 i Malmö, död 16 oktober 2005 i Brantevik, Skåne, var en svensk journalist, fotograf och författare. 
Hon var dotter till affärsmannen Axel Andersson och Clara Holm samt tog realexamen 1948. Hon bedrev språkstudier i Frankrike och England 1948–1952 och var verksam som pressfotograf i Europa på 1950-talet. Sedan följde arbete som reporter på tidningen Arbetet i Malmö 1957–1967, förlagsredaktör hos Forsbergs förlag i Malmö 1967–1968 och informationschef vid Rabén & Sjögrens bokförlag 1968–1970. Samma år började hon på Expressen där hon var resande reporter samtidigt som hon ägnade sig åt sitt författarskap.
Hon var gift två gånger, första gången 1954–1957 med Per Wahlöö och andra gången 1979–1980 med konstnären Tage Nilsson.

## Priser och utmärkelser
- Stora journalistpriset 1972